# Rahmer Wald

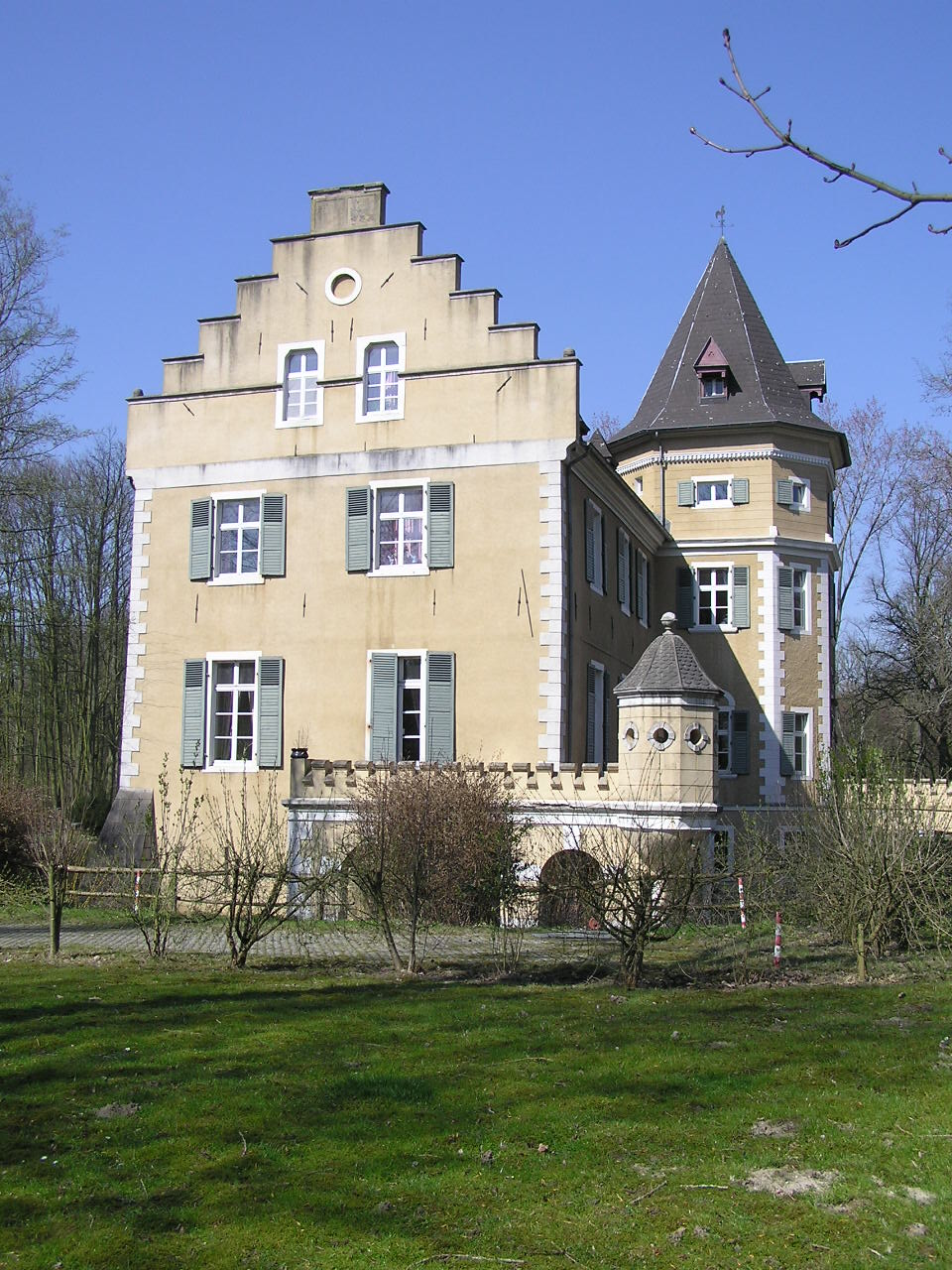
Das Schloss Westhusen im Rahmer Wald

Der Rahmer Wald ist ein ausgedehntes Waldgebiet zwischen den Dortmunder Stadtteilen Rahm, Westerfilde und Huckarde.
Im Wald befindet sich das 38 ha große Naturschutzgebiet Mastbruch, eine bergbaubedingte Bergsenkungsfläche. Im Zentrum des Rahmer Waldes liegt das Schloss Westhusen.
Der Rahmer Wald dient heute vor allem als Naherholungs- und Freizeitrefugium. An den Rahmer Wald grenzt im Süden der Revierpark Wischlingen.